# Johnny, Johnny
Pour les articles homonymes, voir Johnny.
Singles de Jeanne Mas
Toute première fois
(1984) Cœur en stéréo
(1985)
Pistes de Jeanne Mas
Parle et ça passe
(1) Lisa
(3)
Johnny, Johnny est une chanson de Jeanne Mas, parue sur son premier album, Jeanne Mas. Elle est sortie en janvier 1985 en tant que deuxième extrait de l'album.
Johnny, Johnny devient un tube en France et se classe no 1 du Top 50 pendant quatre semaines en 1985.

## Historique
Après le succès de Toute première fois, Jeanne Mas reprend les chemins du studio. Cette fois, Romano Mussumarra sera seul aux manettes dans la composition et dans la production du titre. Contrairement à Toute première fois, la chanson bénéficiera d'un clip en noir et blanc dans lequel apparaît le journaliste et scénariste de bande dessinée José-Louis Bocquet.

## Paroles et composition
La chanson traite d'un homme du nom de « Johnny » qui supporte très mal une rupture.
La mélodie du couplet s'inspire légèrement du nocturne no 15 en fa mineur, Op. 55, no 1 de Frédéric Chopin. La chanson se caractérise par « des notes synthétiques mélodieuses et douces, avec une basse rythmée et des percussions vives ». Sa structure musicale est similaire à celle du tube précédent de Jeanne Mas, Toute première fois.
La chanson a également été enregistrée par Jeanne Mas en anglais et en espagnol sous le même titre.

## Réception

### Accueil critique
Une critique du magazine paneuropéen Music & Media estime que Johnny, Johnny est un « morceau disco solide qui mérite de se classer dans d'autres pays ».

### Accueil commercial
Johnny, Johnny se classe du 2 mars au 10 août 1985, soit pendant 23 semaines, dans le Top 50. Le single entre directement à la 8e place le 2 mars. Il atteint la première place du 30 mars au 12 avril 1985, avant d'être délogé par Square Rooms d'Al Corley, puis de reprendre la tête du Top du 20 avril au 30 mai 1985. Au total, il est resté à la première place pendant quatre semaines. Avec cette chanson, Jeanne Mas est devenue la première artiste féminine à atteindre la première place du Top 50. Johnny, Johnny a également été la chanson la plus diffusée sur les radios FM et périphériques en février 1985,.
Certifié disque d'or en France, Johnny Johnny s'est écoulé à plus de 500 000 exemplaires. Selon le site Infodisc, la chanson est le 178e single le plus vendu de tous les temps en France, avec environ 794 000 exemplaires vendus.
Dans le Eurochart Hot 100, Johnny, Johnny est entré à la 34e place le 11 mars 1985 et a atteint la 25e place quatre semaines plus tard. Dans le European Airplay Top 50, le single est entré à la 30e place le 4 février 1985, a atteint la 13e place lors de sa treizième semaine et a figuré dans le classement pendant 19 semaines au total.

## Liste de titres
| A. | Johnny, Johnny | 4:05 |
| B. | Lisa           | 4:13 |

| A. | Johnny, Johnny | 6:30 |
| B. | Lisa           | 4:13 |

| A. | Johnny, Johnny (nouveau mixage club) | 6:22 |
| B. | Johnny, Johnny (version longue)      | 6:30 |

| 1. | Johnny, Johnny (Radio Edit)      | 3:26 |
| 2. | Johnny, Johnny (Bounce Mix Edit) | 3:15 |
| 3. | Johnny, Johnny (Remix 2 Edit)    | 3:15 |

| 1. | Johnny, Johnny (Club Mix)   | 5:18 |
| 2. | Johnny, Johnny (Bounce Mix) | 6:18 |

## Versions
Johnny, Johnny n'a pas été enregistré qu'en français. Il existe en effet une version anglaise et une version espagnole de la chanson. Deux remixes furent également publiés sur deux maxi 45 tours en 1985.
Vingt ans après, en 2005, le titre est de nouveau remixé par Stéphane Durand et ressort en single et maxi 45 tours.
Versions officielles
1. Single version 4:05
2. Album version 4:25
3. Version anglaise 4:21
4. Version espagnole 4:11
5. Version longue 6:30
6. Nouveau mixage club 6:22
7. Radio Edit (2005) 3:26
8. Bounce Mix Edit (2005) 3:15
9. Remix 2 Edit (2005) 3:19
10. Club Mix (2005) 5:18
11. Bounce Mix (2005) 6:18

## Crédits
Crédits adaptés de Discogs,,.
- Jeanne Mas – voix, écriture, composition
- Romano Musumarra – écriture, composition, claviers, guitares, arrangements, programmation, réalisateur artistique
- Walter Martino – batterie
- Michèle Martisciello – cor
- Gérard Jardillier – réalisateur artistique (nouveau mixage club)
- Dominique Blanc-Francard– ingénieur du son
- Gian-Paolo Bresciani – ingénieur du son
- Tato – photographie

## Classements et certifications
| Classement (1985)                      | Meilleure position |
| -------------------------------------- | ------------------ |
| Belgique (Flandre Ultratop 50 Singles) | 34                 |
| Europe (Eurochart Hot 100)             | 25                 |
| Europe (European Airplay Top 50)       | 13                 |
| France (SNEP)                          | 1                  |
| France (Radios périphériques)          | 1                  |
| France (Radios FM)                     | 1                  |
| Québec (Palmarès francophone)          | 8                  |

| Classement (2014)                          | Meilleure position |
| ------------------------------------------ | ------------------ |
| Belgique (Wallonie Back Catalogue Singles) | 18                 |

| Classement (1985) | Position |
| ----------------- | -------- |
| France (SNEP)     | 13       |

### Certifications
| Pays                                                             | Certification | Ventes certifiées |
| ---------------------------------------------------------------- | ------------- | ----------------- |
| France (SNEP)                                                    | Or            | 500 000*          |
| *Ventes selon la certification xNon précisé par la certification |               |                   |

## Reprises
Johnny, Johnny a été repris par divers artistes. La chanson a été interprétée par Jacqueline Maillan dans le film La Vie dissolue de Gérard Floque de Georges Lautner. En 1987, un titre de la bande originale du Bubblegum Crisis reprend le refrain en anglais sans toutefois le créditer.
En 1991, elle a été reprise par la chanteuse vietnamienne Ngọc Lan sous le titre vietnamien Đợi Chờ (Attendre). En 2008, la chanteuse Leslie reprend également Johnny, Johnny sur son album de reprises Futur 80. En 2017, le chanteur Mathieu Rosaz la reprend sur l'album Ex-Fan des 80's. 